# 빌리지 피플
빌리지 피플(Village People)은 1977년 결성된 미국의 디스코 그룹으로, 미국 문화의 정형을 묘사한 무대 의상과 따라하기 쉬운 곡조, 암시적인 가사를 담은 노래로 잘 알려져 있다. 본래 디스코의 동성애자 관객층을 노리고 게이 판타지를 컨셉으로 하였다는 주장이 있었으나 그룹 리더인 빅터가 Y.M.C.A. 송은 게이와 무관함을 선언해왔다. 빌리지 피플의 음악은 디스코와 댄스가 많으며, 대표곡이라고 할 수 있는 "Macho Man", "Go West", 클래식 클럽 메들리 "San Francisco (You've Got Me) / In Hollywood (Everybody is a Star)", "In the Navy", 가장 큰 인기를 끌었던 "Y.M.C.A." 등이 있다. 전세계적으로 1억 장이 넘는 음반을 판매하였다.